# Баттьяни, Казимир
Казимир Батьяни (венг. Batthyány Kázmér Antal Ferenc; 1807—1854) — граф, венгерский аристократ, министр иностранных дел во время венгерской революции 1848—1849 гг..
По завершении образования посетил большинство европейских государств и, вернувшись из путешествия, присоединился к либеральной партии. Не жалея средств, он поддерживал все национальные предприятия и особенно содействовал печатанию за границей сочинений, посвященных защите либеральных политических учений, а также издал несколько собственных речей (Лейпц., 1847).
Назначенный летом 1848 года обер-гешпаном и правительственным комиссаром Баранийского комитата, он занял венгерскими войсками крепость Эсег, обеспечил судоходство по Дунаю и Драве и одержал 13 ноября при Сарваше и 19 декабря при Чепине значительные победы. Когда в феврале 1849 года Эсег принужден был сдаться австрийцам, Батьяни спасся в Дебрецене и был назначен венгерским правительством гражданским и военным губернатором Малой Кумании, Сегедина, Терезиополя и Зомбора. На этом посту он позже принимал участие в походе Перцеля в Бачку.
После провозглашения 14 апреля 1849 года независимости Венгрии, занял пост министра иностранных дел, при отступлении Кошута последовал за ним в Сегедин и Арад и после катастрофы при Вилагоше 14 августа 1849 г. бежал в Виддин. Оттуда он с Кошутом и другими предводителями восстания был переведен в Шумлу, затем Куятию, которую оставил вместе со всеми в сентябре 1851 года. Переселившись из Турции в Париж, он умер там от холеры.